# Jörn Merkert
Jörn Merkert (* 25. November 1946 in Wesermünde; † 8. März 2025 in Spatzenhausen) war ein deutscher Kunsthistoriker.

## Biografie
Merkert begann das Studium der Kunstgeschichte, Klassische Archäologie und Geschichte in Bonn und Berlin und war danach von 1971 bis 1979 Assistent an der Neuen Nationalgalerie Berlin und persönlicher Assistent von Werner Haftmann. 1971 gründete er im Neuen Berliner Kunsterverein mit Wolf Vostell, Wolf Kahlen und Christian Wagner das Video-Forum. Es war die erste Sammlung von Videokunst in Europa. 1973 organisierte Merkert für den Neuen Berliner Kunsterverein die Veranstaltung ADA-Aktionen der Avantgarde an der sich u. a. Künstler wie Allan Kaprow, Wolf Kahlen und Wolf Vostell beteiligten, der das Happening Berlin - Fieber realisierte. 1974 organisierte Merkert ADA 2. Von 1979 bis 1984 arbeitete er als wissenschaftlicher Sekretär der Abteilung Bildende Kunst an der Akademie der Künste in Berlin-West. Danach war er von 1984 bis 1987 stellvertretender Direktor der Kunstsammlung Nordrhein-Westfalen in Düsseldorf. 
Von 1987 bis 2010 war er Direktor der Berlinischen Galerie, dem Landesmuseum für Moderne Kunst, Photographie und Architektur.
1992 wurde Merkert zum Mitglied der Akademie der Künste, Berlin, gewählt.

## Veröffentlichungen
Von ihm sind zahlreiche Veröffentlichungen zur Kunst des 20. Jahrhunderts erschienen, unter anderem zu Willem de Kooning, Wolf Vostell, Marwan und Karl Horst Hödicke.
- Klaus Staeck, Schöne Aussichten : eine Retrospektive. Steidl, Göttingen 2009, ISBN 978-3-86521-979-4.
- Marwan : Khaddousch. Berlinische Galerie, Berlin 2005, ISBN 3-927873-91-8.
- Kunst die in Berlin entstand : Meisterwerke der Berlinischen Galerie. Prestel, München 2004, ISBN 3-7913-3217-1
- Brigitte Matschinsky-Denninghoff: Horizont, Zeichnungen, Collagen Fotografien. Berlinische Galerie, Berlin 2003, ISBN 3-927873-86-1.